# Vulcanismo su Io

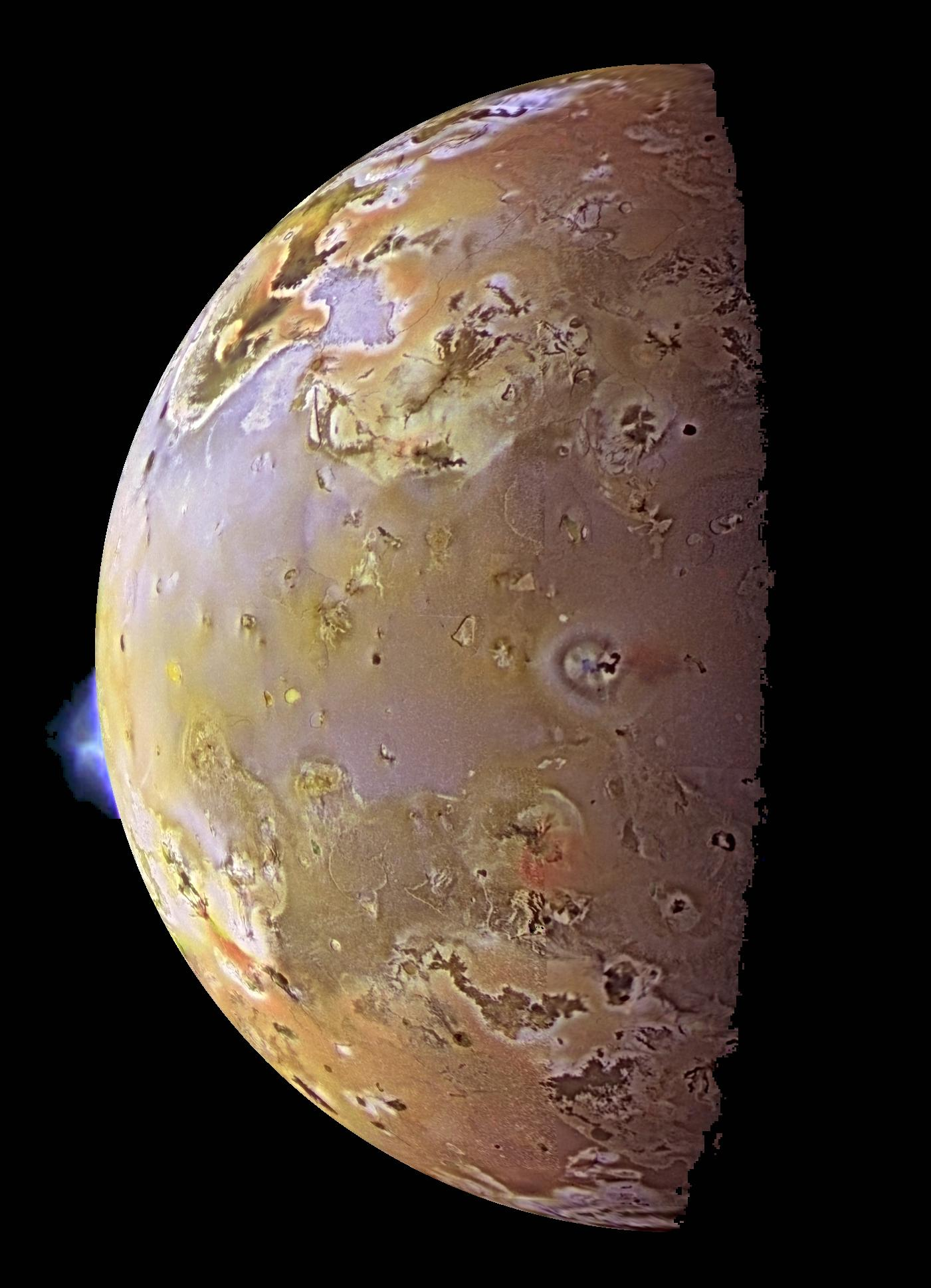
Due pennacchi vulcaninci si innalzano dalla superficie di Io. Immagine ripresa dalla sonda Galileo.

Il vulcanismo su Io si esprime attraverso l'emissione di flussi di lava e pennacchi di zolfo e anidride solforosa che si alzano per centinaia di chilometri dai crateri vulcanici che costellano la superficie del satellite. Scoperta nel 1979 grazie alle immagini riprese dalla sonda Voyager 1, l'attività vulcanica di Io è stata studiata tramite diverse sonde spaziali (entrambe le Voyager, la Galileo, la Cassini-Huygens e la New Horizons) e le osservazioni da terra, che hanno permesso di individuare più di 150 vulcani attivi; alcune stime ritengono che il numero complessivo dei vulcani possa ammontare a circa 400. Questa attività rende Io uno dei cinque corpi celesti attualmente attivi dal punto di vista tettonico nel sistema solare (gli altri quattro sono la Terra, Venere, il satellite di Saturno Encelado e il satellite di Nettuno Tritone). Le sonde che hanno sorvolato il satellite a partire dal 1979 hanno osservato i numerosi cambiamenti della superficie derivati dalla prolungata attività vulcanica.
La causa del calore interno che alimenta il vulcanismo di Io va ricercata negli effetti mareali prodotti dalla sua eccentricità orbitale: infatti, l'eccentricità dell'orbita di Io causa una leggera differenza nella forza di attrazione gravitazionale esercitata da Giove tra il punto più vicino e il punto più lontano dell'orbita, e questo provoca un rigonfiamento crostale variabile che determina l'insorgere di forze di attrito che alla fine provocano il riscaldamento interno. Senza questi effetti dinamici, Io si presenterebbe molto simile alla Luna: un corpo simile per massa e dimensioni, geologicamente inerte e butterato di crateri da impatto.
I meccanismi sopra detti hanno portato alla formazione di centinaia di punti caldi, con estese formazioni di lava, che rendono il satellite il corpo più geologicamente attivo del sistema solare. Sono stati identificati tre tipi di eruzione vulcanica, i quali si differenziano per durata, intensità, velocità di fuoriuscita della lava, e per il luogo in cui il fenomeno si verifica. I flussi lavici su Io, lunghi anche decine o centinaia di chilometri, hanno per lo più composizione basaltica, simile alle lave dei vulcani a scudo terrestri. Sebbene la maggior parte delle lave su Io siano composte da basalto, sono state osservate anche alcune colate composte da zolfo e anidride solforosa; inoltre sono state scoperte eruzioni con temperature che arrivavano a 1.300 °C, temperatura che indica la presenza di lava silicea ultrafemica ad alta temperatura.
A causa della presenza di grosse quantità di materiali solforosi sulla superficie di Io e nella sua crosta, alcune eruzioni scagliano zolfo, diossidi gassosi e materiale piroclastico fino a 500 chilometri nello spazio, creando grandi pennacchi umbrelliformi. Questo materiale conferisce al terreno circostante una colorazione che varia tra il rosso, il bianco e il nero e fornisce le componenti basilari all'irregolare atmosfera del satellite, andando anche ad arricchire di materia la magnetosfera di Giove.

## Scoperta

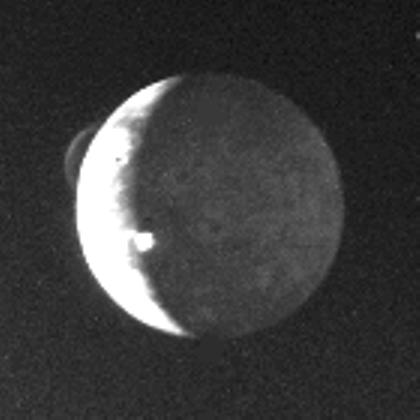
L'immagine della Voyager 1 che permise la scoperta del vulcanismo su Io.

Prima del sorvolo della Voyager 1, il 5 marzo 1979, si pensava che Io fosse un corpo geologicamente inattivo, come la Luna; tuttavia la scoperta di una nube di sodio attorno al satellite portò a teorizzare che il satellite fosse coperto di evaporiti.
Alcuni indizi che Io fosse un satellite ben più complesso di quanto fino ad allora pensato furono ricavati dalle osservazioni effettuate da terra nell'infrarosso negli anni settanta. Alcune misurazioni alla lunghezza d'onda di 10 μm, condotte mentre Io era oscurato dall'ombra di Giove, videro provenire dal satellite un calore anomalo in confronto agli altri satelliti del gruppo mediceo; inizialmente, questo calore fu attribuito alla più alta inerzia termica della superficie di Io rispetto a quella degli altri satelliti. Questi risultati erano considerevolmente diversi da quelli ottenuti alla lunghezza d'onda di 20 µm, che suggerivano invece che Io avesse una superficie simile a quella degli altri satelliti galileiani. In seguito è stato calcolato che il flusso di calore maggiore alle lunghezze d'onda minori era determinato dal calore dei vulcani di Io sommato al riscaldamento da parte del Sole, mentre quest'ultimo provocava un'irradiazione in proporzione superiore alle lunghezze d'onda maggiori. Il 20 febbraio 1978 fu osservato da parte di Witteborn e dei suoi colleghi un improvviso aumento delle emissioni di calore su Io a 5 µm; una delle ipotesi considerate fu l'attività vulcanica, e in questo caso i dati avrebbero fatto riferimento ad una superficie di 8.000 chilometri quadrati riscaldata a 300 °C. Comunque gli autori considerarono questa ipotesi improbabile e si concentrarono invece sulla possibilità di un aumento dovuto all'interazione di Io con la magnetosfera di Giove.
Poco prima del sorvolo della Voyager 1, Stan Peale, Patrick Cassen e R. T. Reynolds pubblicarono un articolo sulla rivista Science nel quale ipotizzavano la presenza di una superficie plasmata dall'attività vulcanica e un interno differenziato in diversi tipi di rocce, invece che omogeneo. Gli autori basarono le loro previsioni su alcuni modelli dell'interno di Io che tenevano conto di un forte aumento di calore prodotto dalle forze mareali sviluppate dall'interazione con Giove e causate dall'orbita eccentrica del satellite. I loro calcoli suggerivano che un simile calore endogeno, se la luna avesse avuto un interno omogeneo, sarebbe stato tre volte maggiore di quello sviluppato dalla sola azione del decadimento degli isotopi; questo effetto sarebbe stato persino maggiore con un interno differenziato in più strati.

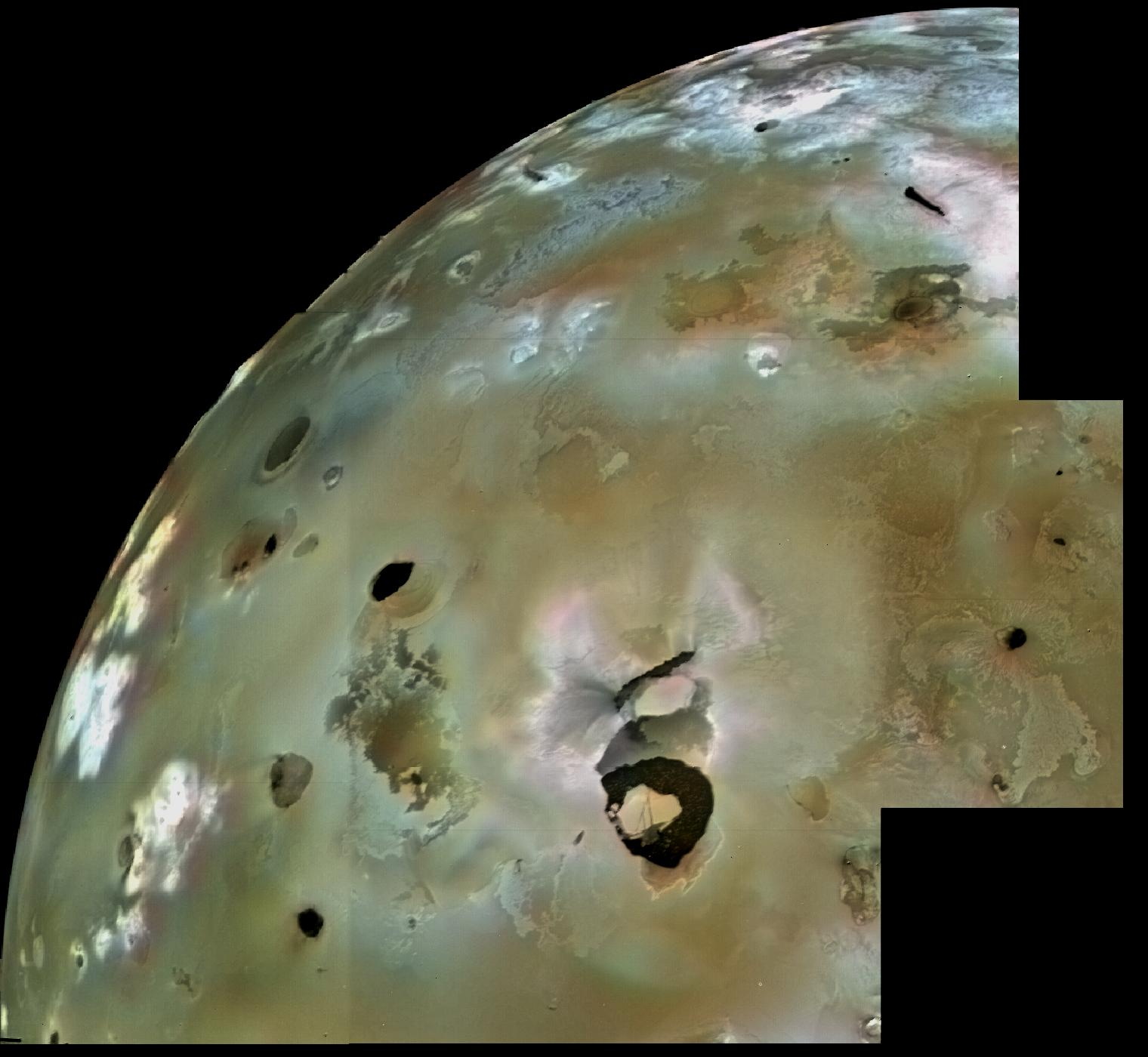
Immagine dalla Voyager 1 della Loki Patera e delle colate laviche circostanti.

Le prime immagini di Io riprese dalla Voyager 1 rivelarono la mancanza di crateri da impatto, suggerendo che la superficie del satellite dovesse essere molto giovane: i crateri, infatti, sono utilizzati dai geologi per stimare l'età della superficie di un corpo celeste roccioso, dal momento che maggiore è il numero dei crateri, più antica è la superficie. La Voyager 1 osservò invece una superficie assai variegata, con molte depressioni dalla forma irregolare che non avevano i caratteristici bordi rilevati dei crateri da impatto. La Voyager 1 osservò anche delle bande formate da un materiale poco viscoso, in prossimità di rilievi che tuttavia non possedevano alcuna somiglianza con i vulcani terrestri. Queste osservazioni suggerirono, come Peale e colleghi avevano teorizzato, che la superficie di Io fosse costantemente plasmata da fenomeni vulcanici.
L'8 marzo 1979, tre giorni dopo aver oltrepassato Giove, la Voyager 1 scattò alcune immagini delle lune del gigante gassoso per aiutare i controllori della missione a determinare l'esatta posizione della sonda, tramite un procedimento chiamato navigazione ottica. Mentre stava elaborando le immagini di Io per migliorare la visibilità delle stelle di fondo, l'ingegnere di navigazione Linda Morabito scoprì una nube di polveri alta 300 chilometri lungo i bordi del satellite. Inizialmente tale struttura fu interpretata come un altro dei satelliti di Giove posto in quel momento dietro ad Io, ma nessun corpo di quelle dimensioni si sarebbe potuto trovare in quella posizione; in seguito fu appurato che si trattava di un pennacchio gassoso generato dall'attività vulcanica proveniente da una scura depressione che successivamente fu denominata Pele. Dopo questa scoperta l'esame delle precedenti immagini del satellite scattate dalla sonda permise di individuare altri sette pennacchi; furono individuate inoltre delle emissioni di calore provenienti da più fonti, corrispondenti a delle bocche da cui eruttava della lava allo stato liquido. Alcuni cambiamenti superficiali furono notati mesi più tardi in seguito al transito della sonda Voyager 2, confrontando le sue immagini con quelle scattate in precedenza dalla gemella Voyager 1. In questa circostanza furono scoperti nuovi depositi lasciati dai pennacchi in corrispondenza dell'Aten Patera e del vulcano Surt.

## Origine del calore interno
La principale fonte di calore di Io deriva dalla dissipazione delle forze di marea generate dall'attrazione gravitazionale di Giove; il calore di Io è quindi causato da una fonte esterna. Sulla Terra invece il calore interno, all'origine dell'attività geologica, deriva dal decadimento degli isotopi radioattivi e dal calore residuato dal processo di accrescimento che il nostro pianeta subì durante la formazione del sistema solare. All'interno della Terra questo calore costituisce la fonte energetica che attiva i moti convettivi del mantello, all'origine del vulcanismo e della tettonica delle placche.
La quantità di energia fornita dalle interazioni mareali con Giove è in funzione della distanza del satellite dal pianeta, della sua eccentricità orbitale, della composizione degli strati interni e del loro stato fisico. La sua risonanza orbitale con Europa e Ganimede mantiene stabile l'eccentricità orbitale e previene la dissipazione delle forze di marea che si avrebbe qualora l'orbita fosse circolare. Le deformazioni della crosta del satellite legate all'eccentricità orbitale raggiungono valori anche di 100 metri, anche se variano in funzione della forza gravitazionale esercitata da Giove a seconda che il satellite si trovi nel periapside o nell'apoapside della sua orbita; tali variazioni causano negli strati interni una frizione abbastanza intensa da fondere le rocce. A differenza della Terra, dove la maggior parte del calore interno è rilasciato per conduzione attraverso la crosta, il calore interno di Io è dissipato attraverso l'attività vulcanica e genera l'irraggiamento osservato (totale globale: (0,6-1,6)×1014 W). Alcuni modelli della sua orbita suggeriscono che il riscaldamento di Io possa variare nel tempo e che l'attuale irraggiamento di calore dal satellite non sia indicativo della media sul lungo periodo. Il calore osservato è maggiore di quello teorico stimato; questo suggerisce che Io stia attualmente dissipando la grande energia accumulata durante un periodo passato di maggiore stress gravitazionale.

## Composizione

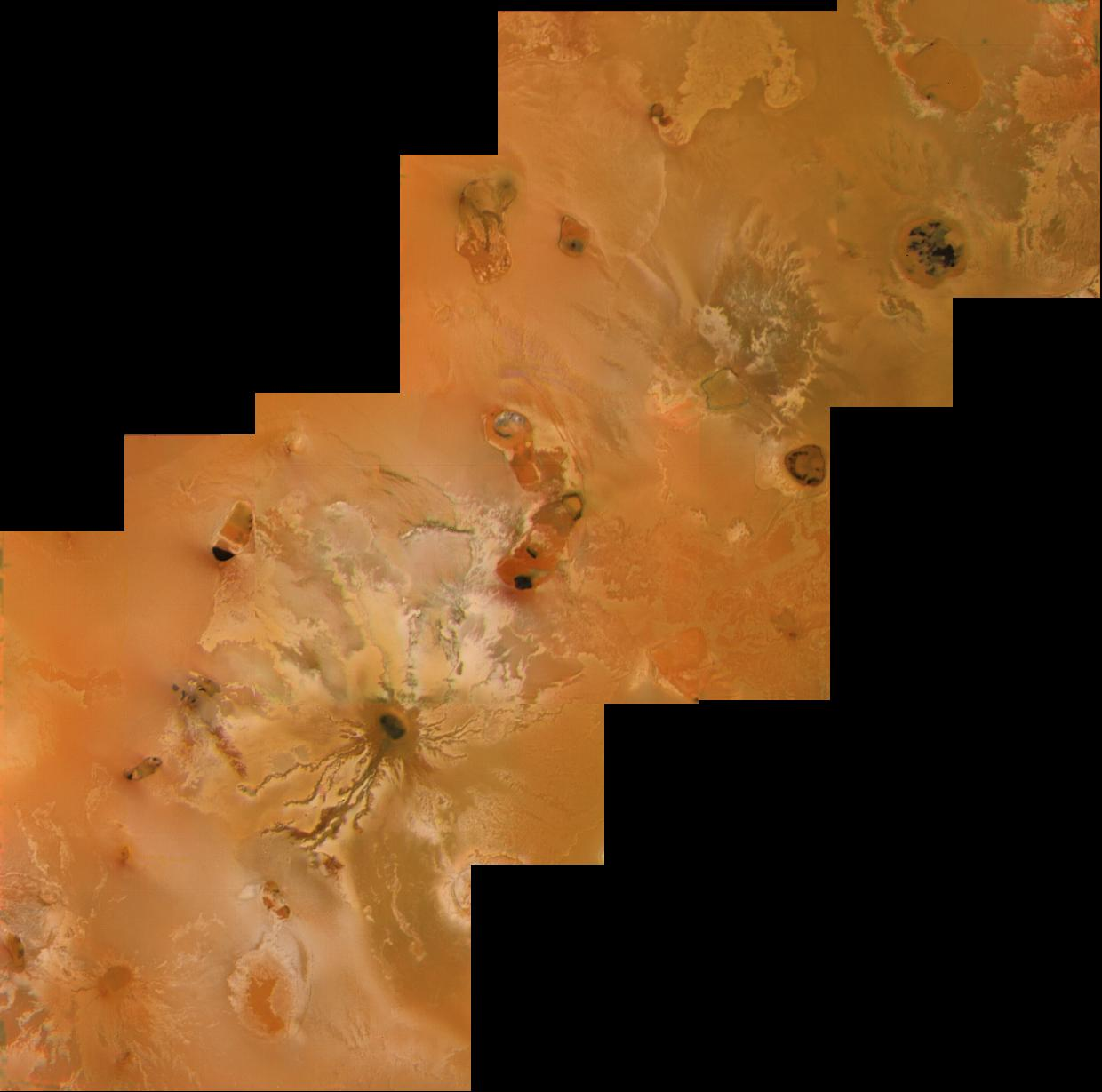
Immagine dalla Voyager 1 dei crateri e delle colate laviche vicino alla Ra Patera.

Lo studio delle immagini della Voyager ha portato gli scienziati a ritenere che i flussi di lava su Io siano composti prevalentemente da zolfo fuso. La colorazione di questi flussi è infatti simile alle varie forme allotropiche di questo elemento. Le differenze nel colore e nella luminosità sono in funzione della temperatura dello zolfo poliatomico e dei legami che tengono uniti i suoi atomi. Un'analisi del flusso proveniente dalla Ra Patera ha rivelato materiali variamente colorati, tutti associati allo zolfo liquido, a distanze diverse dal punto di fuoriuscita: i materiali scuri con un'albedo più bassa si trovavano vicino al cratere e con temperature di 252 °C, i materiali rossi nella parte centrale del flusso a 177 °C e i materiali arancioni nella parte terminale a 152 °C. Questo schema nella colorazione è tipico della lava che esce da un cratere centrale e che si raffredda man mano che si allontana. Inoltre le misure effettuate con lo strumento chiamato Infrared Interferometer Spectrometer and Radiometer (IRIS) dalla Voyager 1 delle emissioni termiche della Locki Patera erano coerenti con il vulcanismo sulfureo. Comunque lo strumento IRIS non era in grado di captare quelle lunghezze d'onda che sono indicative delle temperature più alte. Questo significa che le temperature tipiche del vulcanismo silicato non furono scoperte dalla Voyager. Ciò nonostante, gli scienziati della Voyager hanno dedotto che i silicati svolgono un ruolo importante nel caratterizzare l'aspetto di Io, a causa dell'alta densità della luna e del fatto che occorrono dei silicati per supportare i ripidi pendii lungo i bordi delle paterae. Queste contraddizioni tra le evidenze strutturali e i dati provenienti dalle misurazioni spettrografiche della Voyager hanno alimentato il dibattito nella comunità scientifica riguardo alla presenza di materiali silicatici o sulfurei nella lava di Io.
Alcuni studi da terra nell'infrarosso tra gli anni '80 e gli anni '90 hanno ribaltato queste ipotesi suggerendo una composizione prevalentemente a base di silicati, mentre i materiali sulfurei giocherebbero un ruolo di secondo piano. Nel 1986 una brillante eruzione su Io fece registrare temperature di almeno 600 °C, più alte del punto di ebollizione dello zolfo (442 °C), suggerendo una composizione a base di silicati per almeno una parte della lava di Io. Temperature simili furono osservate nel 1979 con l'eruzione del Surt, tra i due incontri delle Voyager, e nel 1978 nell'eruzione osservata da Witteborn e dai suoi colleghi. Inoltre alcuni modelli di colate laviche a base di silicati suggerirono che esse si raffreddavano velocemente, perciò le loro temperature di emissione erano dominate dai componenti più freddi, come la lava solidificata, al contrario di quanto avveniva in piccole aree ad alta temperatura di lava ancora fusa circoscritte alla zona di eruzione.

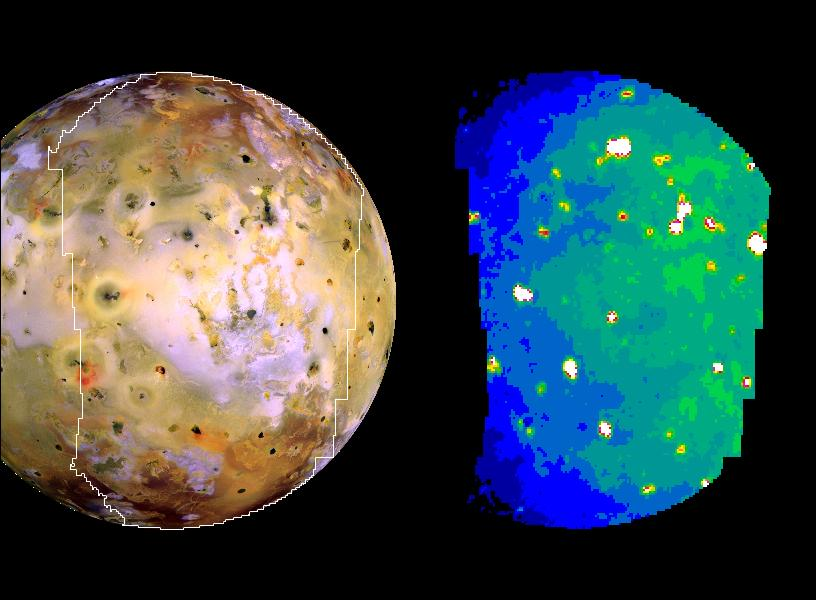
Mappa dell'emissione termica di Io dalla sonda Galileo.

Tra gli anni '90 e gli anni 2000 fu confermata dalla sonda Galileo la presenza di vulcanismo a base di silicati con lava femica e ultrafemica (ricca di magnesio) in seguito alle misurazioni di temperatura effettuate in corrispondenza dei numerosi punti caldi di Io, cioè i punti dove si era registrata un'emissione di calore, e dell'analisi spettroscopica del materiale più scuro di Io. Le misure effettuate dagli strumenti della Galileo, tra cui il Solid-State Imager (SSI) e il Near-Infrared Mapping Spectrometer (NIMIS), hanno rivelato numerosi punti caldi in cui la roccia aveva una temperatura che variava dai 900 °C ai 1.300 °C, come nell'eruzione della Pillan Patera nel 1997. Le stime iniziali prodotte durante il corso della missione Galileo che prevedevano temperature attorno ai 1.700 °C si sono rivelate sovrastimate a causa dei modelli errati usati per i calcoli. L'analisi spettroscopica del materiale scuro di Io suggerì la presenza di ortopirosseni, come l'enstatite, e di minerali silicati ricchi di magnesio comuni nelle lave basaltiche femiche ed ultrafemiche. Questo materiale scuro fu rinvenuto nei crateri vulcanici, nei flussi di lava recenti e nei depositi piroclastici che circondavano le zone di recenti esplosioni. In base alle misure della temperatura e alle analisi spettroscopiche, alcuni tipi di lava su Io potrebbero essere simili alla komatiite terrestre. Il riscaldamento da compressione, che incrementa la temperatura del magma durante la sua risalita verso la superficie, potrebbe essere un fattore utile per spiegare le eruzioni con le temperature più alte.
Anche se c'è ancora dibattito sull'esatta composizione della lava, è invece indubbio che lo zolfo e l'anidride solforosa giochino un ruolo significativo nei fenomeni osservati su Io. Entrambi questi elementi sono stati osservati nei pennacchi generati dai vulcani di Io, e lo zolfo è un elemento preponderante nei pennacchi di tipo Pele. Flussi di lava molto luminosi sono stati inoltre osservati su Io in corrispondenza del Tsũi Goab Fluctus, dell'Emakong Patera e della Balder Patera per esempio, il che suggerisce un vulcanismo di tipo effusivo a base di zolfo o di anidride solforosa.

## Tipi di eruzione
Le osservazioni di Io da parte delle sonde e degli astronomi a terra hanno permesso di identificare diversi tipi di eruzione. I tre tipi principali sono chiamati intra-patera, effusiva ed esplosiva. Questi tipi di eruzione si differenziano in base alla durata, all'energia rilasciata, alla temperatura (determinata con immagini nell'infrarosso), al tipo di colata lavica, e se essa sia confinata all'interno di un pozzo vulcanico oppure no.

### Eruzioni intra-patera

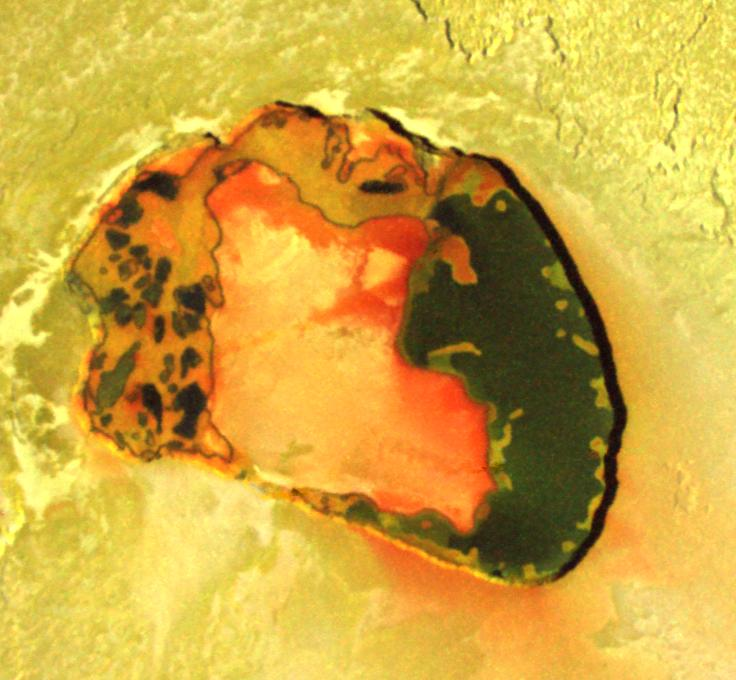
Un esempio di depressione vulcanica: la Tupan Patera.

Le eruzioni intra patera avvengono all'interno di depressioni vulcaniche chiamate paterae, che generalmente hanno il fondo piatto circondato da ripidi pendii. Le paterae assomigliano alle caldere terrestri, ma non è chiaro se esse si formino in seguito al collasso di una camera magmatica vuota, come avviene sulla Terra. Una delle ipotesi suggerisce che esse siano dei sill venuti alla luce il cui materiale sovrastante è stato scagliato via o integrato nel sill. Alcune paterae mostrano segni di collassi, in modo simile a quanto avviene sulla cima dell'Olympus Mons su Marte o sul Kīlauea sulla Terra, suggerendo che esse potrebbero saltuariamente formarsi come le caldere vulcaniche. Poiché il meccanismo di formazione di queste strutture è ancora sconosciuto, si è preferito adottare il termine latino usato dall'Unione Astronomica Internazionale per nominarle: paterae. A dispetto di strutture simili sulla Terra e su Marte, queste depressioni non si formano sulla cima dei vulcani a scudo e generalmente sono più grandi, con un'ampiezza media di 41 chilometri. La loro profondità è stata misurata solo in un paio di occasioni ed era maggiore di 1 chilometro. La più ampia depressione vulcanica su Io è la Loki Patera, con i suoi 202 chilometri di diametro. Qualunque sia il meccanismo di formazione, la distribuzione e la morfologia di molte paterae suggeriscono che esse siano regolate da fenomeni geologici. Almeno la metà infatti sono delimitate da faglie o da montagne.

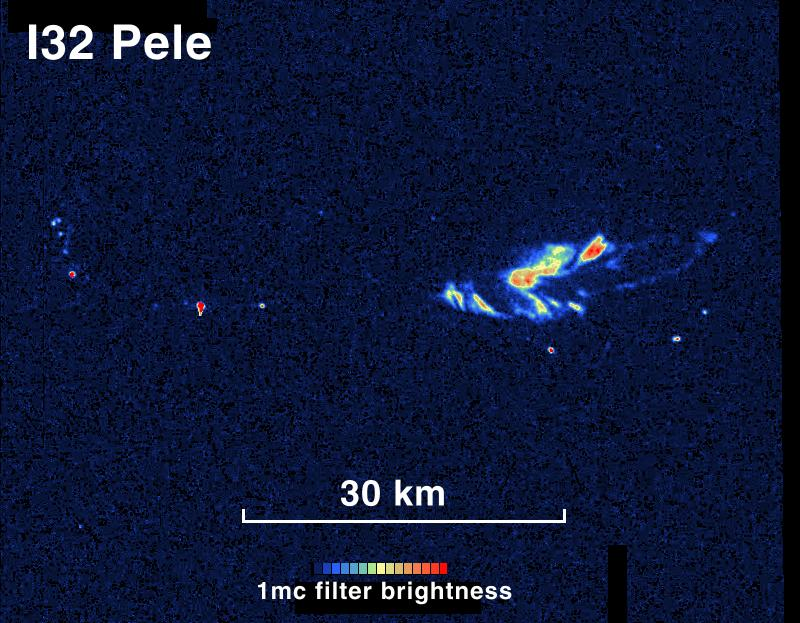
Immagine all'infrarosso che mostra l'emissione termica notturna del lago di lava del vulcano Pele.

Questo tipo di eruzione può dare luogo sia a fiumi di lava che si spandono sul fondo delle paterae sia a laghi di lava. Tranne che per le osservazioni della Galileo durante i suoi sette sorvoli ravvicinati, è difficile stabilire la differenza tra una serie di colate laviche e un lago di lava sul fondo della patera a causa dell'inadeguata risoluzione degli strumenti e delle caratteristiche di emissione termica simili. Le eruzioni intra-patera caratterizzate da colate laviche, come quella della Gish Bar Patera nel 2001, possono espellere una quantità di materiale simile alle eruzioni che formano laghi di lava. Strutture simili a colate di lava sono state osservate all'interno di numerose paterae, come la Camaxtli Patera, suggerendo che la lava periodicamente torna a fuoriuscire.
I laghi di lava sono depressioni ricoperte da roccia fusa con una sottile crosta solidificata in superficie. Questi laghi sono direttamente collegati ad un serbatoio di magma sottostante. Le osservazioni delle emissioni termiche hanno rivelato della brillante roccia fusa lungo i margini della patera, dove la crosta del lago si rompe. Col passare del tempo, poiché la lava solidificata è più densa di quella liquida sottostante, questa crosta può affondare, causando un incremento nelle emissioni termiche del vulcano. Per alcuni laghi di lava come quello di Pele, questo processo avviene continuamente, rendendo questo vulcano uno dei più brillanti su Io nel vicino infrarosso. In altri luoghi, come alla Loki Patera, questo avviene di rado. Quando il processo di affondamento della crosta inizia, in uno di questi laghi più quiescenti, esso si propaga come un'onda su tutta la superficie del lago alla velocità di un chilometro al giorno, fino a quando nuova lava non ha sostituito completamente la vecchia. Una nuova eruzione può avvenire solo una volta che la nuova crosta si è raffreddata e ispessita abbastanza da non essere più in grado di galleggiare sulla lava sottostante. Durante questi episodi di ricambio, Loki può emettere dieci volte più calore di quando la sua crosta è stabile.

### Eruzioni effusive

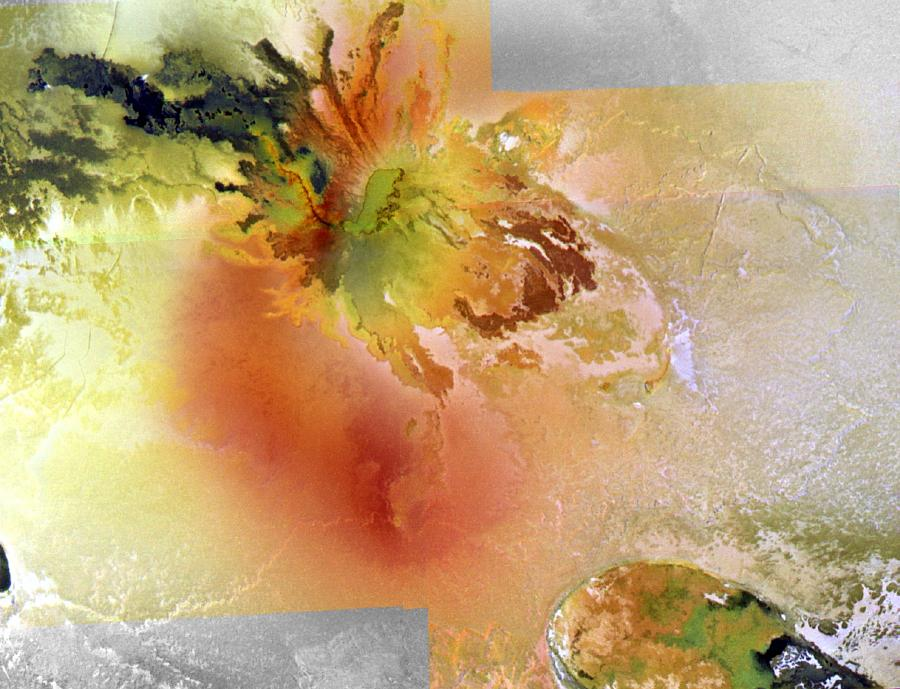
Un esempio di eruzione effusiva: la Culann Patera.

Le eruzioni effusive sono eventi di lunga durata che producono estese colate laviche. Le rocce derivate da queste colate sono quelle predominanti sulla superficie di Io. In questo tipo di eruzione il magma emerge in superficie da spaccature sul fondo delle paterae o da fessure nella roccia, producendo lunghe colate laviche simili a quelle che si possono vedere sul Kīlauea alle Hawaii. Le immagini prodotte dalla sonda Galileo hanno rivelato che molte delle colate più grandi su Io, come quelle dei vulcani Prometeus e Amirani, sono originate dall'accumulo di piccole spaccature sulla superficie delle colate più vecchie. Le eruzioni effusive si differenziano da quelle esplosive per la loro maggiore durata e per la minore energia rilasciata per unità di tempo. La lava fuoriesce ad un tasso relativamente costante e un'eruzione può durare anche anni o decenni.
Sui vulcani Amirani e Masubi sono state osservate colate di più di 300 chilometri di lunghezza. Una di queste, chiamata Lei-Kung Fluctus e relativamente inattiva, si estendeva su un'area di 125.000 chilometri quadrati, poco meno del Nicaragua. Lo spessore di questa colata non fu determinata dalla Galileo, ma le singole spaccature sulla sua superficie erano profonde circa un metro. In molti casi la lava sgorgava da spaccature che si trovavano a decine o anche centinaia di chilometri dalla bocca principale, rilasciando durante il percorso una grossa quantità di calore. Questo lascia pensare che la lava scorra all'interno di tunnel fino in superficie.
Anche se queste eruzioni hanno un tasso di fuoriuscita generalmente costante, sono stati osservati casi di improvvise fuoriuscite di lava in molti siti di eruzioni effusive. Per esempio, il bordo della colata Prometheus si mosse da 75 a 95 chilometri tra il passaggio della Voyager nel 1979 e quello della Galileo nel 1996. Anche se molto minore rispetto alle eruzioni esplosive, la portata media di queste colate è comunque molto maggiore di quella osservata in analoghe colate sulla Terra. Durante la missione Galileo, sui vulcani Prometeo e Amirani, sono stati osservati tassi di avanzamento di 35-60 metri quadrati al secondo, a dispetto degli 0,6 metri quadrati al secondo sul Kīlauea.

### Eruzioni esplosive

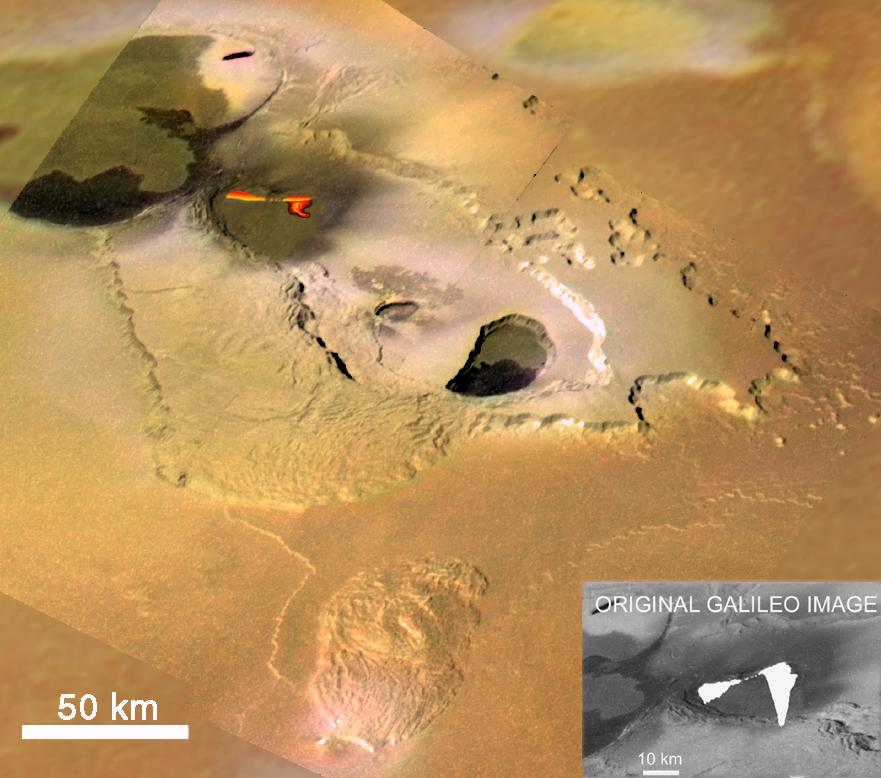
Immagine dalla Galileo di colate e fontane di lava alla Tvashtar Patera nel 1999.

Le eruzioni esplosive sono le più violente e sono caratterizzate da una breve durata (nell'ordine delle settimane o dei mesi), dalla rapidità con cui iniziano, dalla grande quantità di materiale espulso e dall'alta emissione termica. Esse causano un improvviso e significativo aumento della brillantezza di Io nel vicino infrarosso. La più potente esplosione mai vista dall'uomo fu osservata su Io dagli astronomi a terra il 22 febbraio 2001.
Le eruzioni esplosive avvengono quando un corpo di magma, chiamato dicco, risale dal mantello fuso di Io fino in superficie attraverso una spaccatura, dando vita a spettacolari fontane di lava. All'inizio dell'esplosione l'emissione termica è dominata da una forte radiazione infrarossa a 1-3 µm. Essa è prodotta da una grande quantità di lava fresca che fuoriesce dalle fontane. Un'esplosione alla Tvashtar Patera nel novembre 1999 e nel febbraio 2007 produsse una cortina di lava alta un chilometro e del diametro di 25 chilometri, in corrispondenza di una piccola Patera annidata all'interno del più grande complesso della Tvashtar Patera.
La grande quantità di lava espulsa da queste fontane ha fornito ai ricercatori un'opportunità per misurare l'esatta temperatura della lava su Io. Le temperature suggeriscono la presenza dominante di una lava ultrafemica di composizione simile alla komatiite del Precambriano (circa 1.300 °C), anche se il riscaldamento subito dal magma durante la sua risalita verso la superficie non può essere escluso per spiegare queste temperature.

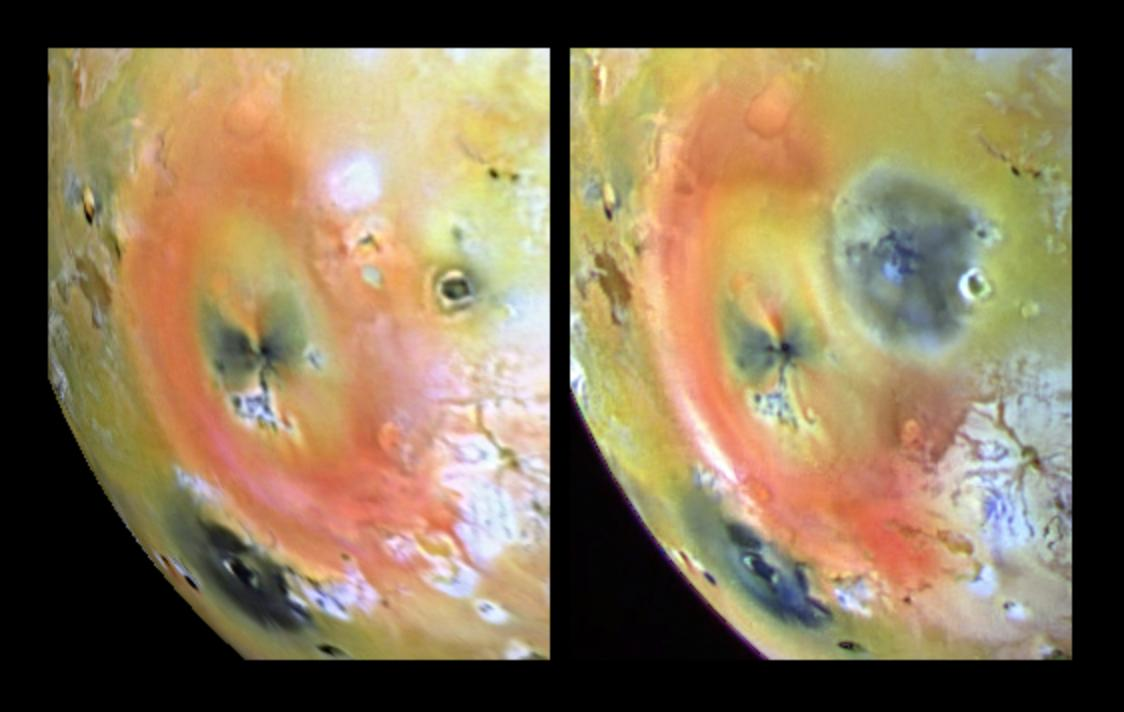
Due immagini dalla Galileo che mostrano gli effetti di un'eruzione esplosiva alla Pillan Patera nel 1997.

Mentre la fase prettamente esplosiva, con la formazione di fontane di lava, può durare da solo un paio di giorni fino ad una settimana, questo tipo di eruzione può continuare anche per mesi, producendo abbondanti colate di lava a base di silicati. Una grossa eruzione nel 1997, da una spaccatura a nord-ovest della Pillan Patera, ha prodotto più di 21 chilometri cubi di lava fresca in un periodo dai due ai cinque mesi e mezzo, che poi ricoprì il fondo della Pillan Patera. Le osservazioni della Galileo hanno rivelato un tasso di espansione della lava durante l'eruzione del 1997 di 1.000 - 3.000 metri quadrati al secondo. Valori simili furono osservati dalla Galileo nel 2001 a Thor e sono simili a quelli dell'eruzione del Laki del 1783 in Islanda e alle eruzioni di lava basaltica.
Le eruzioni esplosive possono dare luogo a repentini e drammatici cambiamenti sulla superficie attorno al luogo dell'esplosione, come larghi depositi piroclastici prodotti dall'essoluzione dei gas dalle fontane di lava. L'eruzione della Pillan Patera del 1997 ha prodotto un deposito largo 400 chilometri di materiale silicato scuro e di anidride solforosa più chiara. L'eruzione del Tvashtar del 2000 e del 2007 ha dato luogo ad un pennacchio alto 330 chilometri che ha depositato un anello rosso di zolfo e di anidride solforosa in un'area di 1.200 chilometri di larghezza. Nonostante la drammaticità di questi eventi, senza un continuo ricambio di materiali i crateri spesso ritornano a com'erano prima dell'esplosione in un periodo di tempo che può variare da alcuni mesi (come per la Grain Patera) ad alcuni anni (come per la Pillan Patera).

## Pennacchi

Una sequenza di immagini dalla New Horizons che mostrano il vulcano Tvashtar scagliare materiali a 330 chilometri d'altezza.

La scoperta di pennacchi vulcanici alla Pele e alla Loki Patera nel 1979 provò in via definitiva che Io è geologicamente attivo. Generalmente questi pennacchi si formano quando elementi volatili come zolfo e anidride solforosa sono scagliati in alto dai vulcani di Io ad una velocità che può arrivare ad 1 kilometro al secondo, creando delle nubi di gas e polveri a forma di ombrello. Altri elementi che possono trovarsi nei pennacchi sono il sodio, il potassio e il cloro. Anche se impressionanti a vedersi, i pennacchi vulcanici sono relativamente poco comuni. Dei circa 150 vulcani attivi scoperti su Io, solo in un paio di dozzine di questi sono stati osservati dei pennacchi. L'area limitata coperta dalla lava su Io suggerisce che molto del materiale necessario per ricoprire i crateri da impatto provenga dai depositi dei pennacchi.
Il tipo più comune di pennacchio su Io è quello costituito prevalentemente da polvere, detto anche pennacchio di tipo Prometeo, che si forma quando la lava incontra l'anidride solforosa ghiacciata, vaporizzandola e scagliandola verso l'alto. Oltre al già citato vulcano Prometeo, pennacchi di questo tipo si formano sull'Amirani, sullo Zamama e sul Masubi. Questi pennacchi sono solitamente più bassi di 100 chilometri, con una velocità di eruzione che arriva a 0,5 chilometri al secondo. I pennacchi di tipo Prometeo sono ricchi di polvere con un interno più denso e una forma ad ombrello. Spesso formano depositi circolari piuttosto brillanti con un raggio che varia dai 100 ai 250 chilometri e formati soprattutto da anidride solforosa ghiacciata. Si formano frequentemente in corrispondenza di eruzioni di tipo effusivo e per questo possono avere una durata molto lunga. Quattro dei pennacchi osservati dalla Voyager 1 nel 1979 sono stati osservati anche dalla missione Galileo e dalla New Horizons nel 2007. Anche se i pennacchi di polvere possono essere chiaramente osservati nello spettro visibile dalle sonde, molti dei pennacchi di tipo Prometeo hanno un alone esterno meno visibile e più ricco di gas che può raggiungere notevoli altezze, paragonabili a quelle dei più grandi pennacchi di tipo Pele.
I pennacchi più grandi su Io, chiamati di tipo Pele, si formano a seguito di un processo di essoluzione dello zolfo e dell'anidride solforosa gassosi dai laghi di lava o dal magma in eruzione, portando con sé materiale piroclastico silicato. I pochi pennacchi di tipo Pele finora osservati sono associati alle eruzioni esplosive e sono di breve durata. Il vulcano Pele è considerato un'eccezione, poiché esso è associato ad un lago di lava attivo da molto tempo, anche se si pensa che il suo pennacchio sia intermittente. L'alta temperatura del cratere e la pressione associata a questi pennacchi generano eruzioni che possono raggiungere la velocità di un chilometro al secondo, e alzarsi dal suolo da 300 a 500 chilometri. I pennacchi di tipo Pele formano depositi rossi (dallo zolfo a catena corta) e neri (dal materiale piroclastico ricco di silicati), con anelli rossi che raggiungono un diametro di 1.000 chilometri, come si è osservato in corrispondenza del vulcano Pele. Solitamente sono più deboli dei pennacchi di tipo Prometeo a causa di una minore quantità di polvere, e questo ha valso loro il soprannome di pennacchi fantasmi. Alle volte sono visibili solo dalle immagini scattate mentre Io si trovava nell'ombra di Giove o da quelle scattate nell'ultravioletto. La poca polvere visibile nelle immagini illuminate dal Sole si forma quando lo zolfo e l'anidride solforosa condensano quando raggiungono il culmine della traiettoria. Questo avviene perché questi pennacchi sono privi della colonna centrale di polvere vista nei pennacchi di tipo Prometeo, nei quali la polvere proviene dal punto di eruzione. Esempi di pennacchi di tipo Pele sono stati osservati anche nei vulcani Tvashtar e Grain.

### Titoli generali
- (EN) George Forbes, History of Astronomy, Londra, Watts & Co., 1909.
- (EN) Paul Murdin, Encyclopedia of Astronomy and Astrophysics, Bristol, Institute of Physics Publishing, 2000, ISBN 0-12-226690-0.
- AA.VV, L'Universo - Grande enciclopedia dell'astronomia, Novara, De Agostini, 2002.
- J. Gribbin, Enciclopedia di astronomia e cosmologia, Milano, Garzanti, 2005, ISBN 88-11-50517-8.
- W. Owen, et al, Atlante illustrato dell'Universo, Milano, Il Viaggiatore, 2006, ISBN 88-365-3679-4.

### Titoli specifici

#### Sul sistema solare
- (EN) Vari, Encyclopedia of the Solar System, Gruppo B, 2006,  p. 412, ISBN 0-12-088589-1.
- F. Biafore, In viaggio nel sistema solare. Un percorso nello spazio e nel tempo alla luce delle ultime scoperte, Gruppo B, 2008,  p. 146.
- C. Guaita, I giganti con gli anelli. Le rivoluzionarie scoperte sui pianeti esterni, Gruppo B, 2009,  p. 114.

#### Su Giove
- (EN) Bertrand M. Peek, The Planet Jupiter: The Observer's Handbook, Londra, Faber and Faber Limited, 1981, ISBN 0-571-18026-4, , OCLC 8318939.
- (EN) Eric Burgess, By Jupiter: Odysseys to a Giant, New York, Columbia University Press, 1982, ISBN 0-231-05176-X.
- (EN) G. G. Schaber, Satellites of Jupiter, University of Arizona Press, 1982, ISBN 0-8165-0762-7.
- (EN) John H. Rogers, The Giant Planet Jupiter, Cambridge, Cambridge University Press, 1995, ISBN 0-521-41008-8, , OCLC 219591510.
- (EN) Reta Beebe, Jupiter: The Giant Planet, 2ª ed., Washington, Smithsonian Institute Press, 1996, ISBN 1-56098-685-9.
- (EN) AA.VV., The New Solar System, a cura di Kelly J. Beatty; Carolyn Collins Peterson; Andrew Chaiki, 4ª ed., Massachusetts, Sky Publishing Corporation, 1999, ISBN 0-933346-86-7, , OCLC 39464951.
- (EN) D. C. Jewitt; S. Sheppard ; C. Porco, F. Bagenal; T. Dowling; W. McKinnon, Jupiter: The Planet, Satellites and Magnetosphere (PDF), Cambridge, Cambridge University Press, 2004, ISBN 0-521-81808-7. URL consultato il 18 settembre 2012 (archiviato dall'url originale il 14 giugno 2007).
- (EN) Linda T. Elkins-Tanton, Jupiter and Saturn, New York, Chelsea House, 2006, ISBN 0-8160-5196-8.

#### Sul satellite
- (EN) Rosaly M. C. Lopes; John Robert Spencer, Io after Galileo, Springer-Praxis, 2007, ISBN 3-540-34681-3.
- (EN) D. L. Turcotte; G. Schubert, Geodynamics, 2ª edizione, Cambridge University Press, 2002, ISBN 0-521-66186-2.
- (EN) A. Davies, Volcanism on Io: A Comparison with Earth, Cambridge University Press, 2007, ISBN 0-521-85003-7.